# King Creole
King Creole er en amerikansk sort-hvid-film fra 1958. Filmen, hvis hovedrolle blev spillet af Elvis Presley, blev produceret af Hal B. Wallis på Paramount Pictures og havde Michael Curtiz som instruktør.
Filmen blev indspillet i perioden 20. januar til 10. marts 1958 og havde premiere samme år den 2. juli. Filmen havde dansk premiere den 30. marts 1959.
King Creole var den fjerde i en lang række af film med Elvis Presley og den tredje – og sidste – som var optaget i sort/hvid.
Filmen, som baserer sig på romanen "A Stone For Danny Fisher" af Harold Robbins, handler om en ung sanger, som optræder i natklubben "King Creole" i New Orleans, der ejes af den lokale gangsterboss, spillet af Walter Matthau. Dette giver anledning til en lang række genvordigheder og en masse bluesinspireret rock'n'roll.
Filmens danske titel var Hård ungdom.

## Rollebesætningen
De væsentligste roller i King Creole var således besat:
- Elvis Presley - Danny Fisher
- Carolyn Jones - Ronnie
- Dolores Hart - Nellie
- Dean Jagger - Mr. Fisher
- Lilliane Montevecchi - "Forty" Nina
- Walter Matthau - Maxie Fields
- Jan Shepard - Mimi Fisher

## Musik
Sangen "King Creole" er titelmelodi til filmen og indsunget af Elvis Presley den 23. januar 1958. Den er skrevet af Jerry Leiber og Mike Stoller, som leverede stribevis af hits til Presley, bl.a. "Hound Dog" samt, ikke at forglemme, titelmelodierne til filmene Loving You og Jailhouse Rock.
Filmen rummede i alt 11 sange med Elvis Presley. De blev udgivet på en LP-plade, der ligesom filmen hed King Creole og blev udsendt samtidig med filmen. LP'en indeholdt følgende numre:

### Side 1
| Nr. | Indspilningsdato | Sangtitel               | Forfattere                  | Tid  |
| --- | ---------------- | ----------------------- | --------------------------- | ---- |
| 1.  | 23/01/1958       | "King Creole"           | Jerry Leiber, Mike Stoller  | 2:16 |
| 2.  | 16/01/1958       | "As Long As I Have You" | Fred Wise, Ben Weisman      | 1:50 |
| 3.  | 15/01/1958       | "Hard Headed Woman"     | Claude Demetrius            | 1:53 |
| 4.  | 15/01/1958       | "Trouble"               | Jerry Leiber, Mike Stoller  | 2:16 |
| 5.  | 16/01/1958       | "Dixieland Rock"        | Claude Demetrius, Fred Wise | 1:46 |

### Side 2
| Nr. | Indspilningsdato | Sangtitel                   | Forfattere                        | Tid  |
| --- | ---------------- | --------------------------- | --------------------------------- | ---- |
| 1.  | 16/01/1958       | "Don't Ask Me Why"          | Fred Wise, Ben Weisman            | 2:06 |
| 2.  | 16/01/1958       | "Lover Doll"                | Wayne Silver, Abner Silver        | 2:09 |
| 3.  | 15/01/1958       | "Crawfish"                  | Fred Wise, Ben Weisman            | 1:38 |
| 4.  | 23/01/1958       | "Young Dreams"              | Aaron Schroeder, Martin Kalmanoff | 2:23 |
| 5.  | 23/01/1958       | "Steadfast, Loyal And True" | Jerry Leiber, Mike Stoller        | 1:15 |
| 6.  | 15/01/1958       | "New Orleans"               | Sid Tepper, Roy C. Bennett        | 1:58 |

Foruden de 11 sange var der lavet en 12., nemlig "Danny", som var en komposition af Fred Wise og Ben Weisman. Den blev indspillet af Elvis i Paramount Soundstage i Hollywood i den 11. februar 1958. Sangen blev imidlertid kasseret, da filmens oprindelige titel, A Stone For Danny Fisher, blev ændret til King Creole. "Danny" blev først udsendt på plade i 1979 på LP'en Elvis – A Legendary Performer, vol. 3.

## Andet
- Filmindspilningerne gjorde, at Presley fik tilladelse til at starte sin værnepligtstid 60 dage senere end han oprindeligt var indkaldt til.
- Hovedrollen var to år før blevet tilbudt James Dean, som døde i en bilulykke før han fik taget stilling til rollen. Det var i så fald meningen, at hovedpersonen – som i Harold Robbins' roman – skulle være bokser og ikke sanger.
- I begyndelsen af 1958 fik Elvis besøg af Sophia Loren[1] i studierne under indspilning af King Creole.
- Filmen inspirerede efter sigende til navnet på gruppen Kid Creole and the Coconuts.